# Grob Strato 2C
Dimensions
Le Strato 2C est un prototype d'avion de recherche stratosphérique réalisé par la société allemande Grob Aircraft pour le compte du DLR (Deutsches Zentrum für Luft- und Raumfahrt) financé sur fonds publics. L'avion était entièrement réalisé en matériau composite, c'était le plus grand du monde à cette époque.

## Développement
La société allemande Grob Aircraft avait reçu du ministère fédéral de la Recherche et de la Technologie une commande de développement pour un avion de recherche stratosphérique moderne désigné G520 Strato 1. Ses missions devaient porter sur la surveillance des communications, la recherche géophysique et la surveillance de la pollution et des conditions météorologiques.
Grob construisit un démonstrateur désigné Strato 1 /E entièrement en matériaux composites. Il était équipé de deux moteurs Garret TPE 331-14 de 750 ch entraînant une hélice quadripale de 3,4 m de diamètre. Il avait un poste de pilotage pressurisé et une envergure de 33 m. Il pouvait emporter une charge utile d’une tonne. Ses performances principales étaient une distance franchissable de 4 000 km, une endurance de 13 h et un plafond opérationnel de 50 000 ft.
Grob réalisa ensuite un deuxième prototype désigné G 520 Strato 2C qui fit son premier vol 11 mois plus tard. Avec une envergure de 32,91 m, il était le plus grand avion certifié du monde, entièrement réalisé en matériau composite. Au cours des essais en vol il atteignit une altitude de 53 574 pieds et battit cinq records FAI pour l’altitude, le temps de montée et la durée de vol.
Fort du succès du G520 Strato 1, Grob réalisa un autre prototype encore plus grand, le G850 Strato 2C, lui aussi en matériau composite. Le G850 Strato 2C était motorisé par deux moteurs Teledyne TSIOL-550 entraînant chacun une hélice propulsive à cinq pales de 6 m de diamètre. Il pouvait rester en l’air près de 50 h et atteindre quasi n’importe quel point du globe. Sur une mission type de recherche ou de surveillance, il pouvait emporter un équipage de deux pilotes et de deux spécialistes de mission dans une cabine pressurisée relativement spacieuse sur un rayon d’action de 3 500 km et rester plus de 8 h entre 50 000 and 75 000 ft.
Il était conçu à l'origine pour être piloté par un seul membre d'équipage. Pour des raisons de sécurité, un deuxième pilote avait été rajouté et les installations de secours complétées. Le prototype devint trop lourd et trop cher et ne put plus satisfaire les spécifications. Après un essai en vol, le développement a été arrêté en 1995. Il avait coûté environ 70 millions de DM (35 millions d'euros).

## Liens
- Site de la société Grob
- Description technique et photo sur le site Flugrevue (en)
- Photos et descriptions sur le site SPYFLIGHT consacré aux avions espions. (en)